# Sugar (ciruela)
Sugar es una variedad cultivar de ciruelo (Prunus domestica), de las denominadas ciruelas europeas.
Una variedad que crio y desarrolló a finales del siglo XIX Luther Burbank en Santa Rosa (California), siendo un vástago de la variedad de ciruela 'd'Agen' enviado a Luther Burbank. 
Las frutas tienen una pulpa de color ambarino, transparente, con textura blanda, muy jugosa, bastante fibrosa, y sabor muy dulce, almibarado, a veces con exceso, bueno. Tolera las zonas de rusticidad según el departamento USDA, de nivel 5 a 9.

## Sinonimia
- "Sugar Prune".

## Historia
'Sugar' variedad de ciruela, de las denominadas ciruelas europeas con base de Prunus domestica, y se produjo a partir de un vástago de la variedad de ciruela 'd'Agen' enviado a Luther Burbank. El fruto de esta variedad demostró ser muy superior a la variedad de la que procede, y el Sr. Burbank envió especímenes a la División de Pomología del Departamento de Agricultura de los Estados Unidos en 1897, fue desarrollada y cultivada por primera vez en el jardín del famoso horticultor Luther Burbank en Santa Rosa (California). Burbank realizaba investigaciones en su jardín personal y era considerado un artista del fitomejoramiento, que intentaba muchos cruces diferentes mientras registraba poca información sobre cada experimento. La "American Pomological Society" agregó la variedad 'Burbank' a su catálogo de frutas en 1899.
La variedad de ciruela 'Sugar' está descrita : 1. Cal. State Bd. Hort. 47. 1897-98. 2. Burbank Cat. 5 fig. 1899. 3. Waugh Plum Cult 124. 1901. 4. U.S.D.A. Rpt. 275, Pl. XXXVI fig. 2. 1903.
'Sugar' está cultivada en diversos bancos de germoplasma de cultivos vivos, tales como en National Fruit Collection (Colección Nacional de Fruta) de Reino Unido  con el número de accesión: 1926-031 y Nombre Accesión : Sugar.
'Sugar' se encuentra en el catálogo de las ciruelas cultivadas en la Estación experimental Aula Dei de Zaragoza.

## Características
'Sugar' árbol grande, erguido, y vigoroso, siendo su fuerte crecimiento erguido una característica notable de la variedad, extendido, bastante productivo. Flor delgada, blanca, muy abundante todos los años, que tiene un tiempo de floración que comienza a partir del 11 de abril con el 10% de floración, para el 16 de abril tiene una floración completa (80%), y para el 29 de abril tiene un 90% de caída de pétalos.
'Sugar' tiene una talla de fruto de medio a grande, de forma ovoide, simétrica, generalmente ventruda, a veces deprimida lateralmente en el tercio inferior, presenta sutura casi imperceptible, de no ser por estar muy recubierto de pruina, completamente superficial o en
una depresión ligerísima; epidermis tiene una piel recubierta de pruina muy abundante, gruesa, distribuida irregularmente, con pubescencia en el polo pistilar que a veces se extiende por toda la mitad inferior, su piel presenta color rojo carmín pasando a morado y casi negro sobre fondo ámbar que a veces queda completamente oculto, algunos frutos tachonados de amarillo o verde oliváceo, punteado muy abundante, tamaño variable, blanquecino o amarillento con aureola roja, poco perceptible en zonas bien coloreadas; pedúnculo corto o medio, de grosor medio, muy pubescente, insertado en cavidad peduncular estrecha, con una profundidad media o grande, muy poco rebajada en la sutura y nada en el lado opuesto; pulpa de color ambarino, transparente, con textura blanda, muy jugosa, bastante fibrosa, y sabor muy dulce, almibarado, a veces con exceso, bueno.
Hueso adherente, de tamaño medio, elíptico alargado, apuntado hacia el ápice pistilar, con el surco dorsal muy acusado los laterales en general poco profundos, y la superficie semi lisa, con el borde dorsal generalmente con orificios, de 0 a 5.
Su tiempo de recogida de cosecha se inicia en su maduración de la tercera decena de julio, y en zonas más frías a principios de agosto. Las ciruelas 'Sugar' son blandas cuando están maduras y pueden magullarse fácilmente.

## Usos
Las ciruelas 'Sugar' son buenas en fresco para comer directamente del árbol, calidad de primera, también muy buenas en postres de cocina como tartas y pasteles, y se utilizan comúnmente para hacer conservas y mermeladas.